# فرودگاه کنتون–پلیموت متتال
فرودگاه کنتون-پلیموت-متتال (به انگلیسی: Canton-Plymouth-Mettetal Airport) (به زبان بومی: Mettetal Airport) یک فرودگاه همگانی بهره‌برداری هوایی است که یک باند فرود آسفالت دارد و طول باند آن ۷۰۲ متر است. این فرودگاه در کشور ایالات متحده آمریکا قرار دارد و در ارتفاع ۲۱۲ متری از سطح دریا واقع شده‌است.